# 勇敢なる水兵
勇敢なる水兵（ゆうかんなるすいへい）は、日清戦争の逸話に基づく明治時代の日本の軍歌。佐佐木信綱作詞、奥好義作曲。1895年（明治28年）発表。

## 背景
1894年（明治27年）9月17日、日本海軍の連合艦隊は黄海の鴨緑江河口付近で清国の北洋艦隊を捕捉、激戦の末にこれを破った。この海戦が黄海海戦であり、この「勇敢なる水兵」はその時の逸話に基づくものである。
日本艦隊の旗艦「松島」は清国艦隊の戦艦「鎮遠」の巨弾により大きな被害を受けたが、その激戦の中、重傷を負った三浦虎次郎三等水兵は副長の向山慎吉少佐に「まだ定遠は沈みませんか」と訊ね、敵戦艦の「定遠」が戦闘不能に陥ったという副長の答えを聞いて微笑んで死んだ。
この逸話は新聞で報道されるや国民的な感動を呼び起こした。佐佐木信綱も感動して10節からなるこの詞を一夜で作り上げたという。この曲は翌1895年の「大捷軍歌」（第三編）に発表されたのち、1929年（昭和4年）に8節に改詞された。

## 戦ヒ難ク成シ果テキ
この歌では水兵の「マダ沈マズヤ定遠ハ」の問いに副長が「戦ヒ難ク成シ果テキ」と答える事になっているが、これは当時の日清両艦隊の事情をよく反映している。清国は分厚い装甲を施した「定遠」「鎮遠」という巨艦を有していたが、誕生間もない日本海軍には軽装甲の巡洋艦しかなく、その装備する砲では両艦を撃沈する事は不可能だった。しかし日本海軍は速射砲による砲弾を雨霰と浴びせ、優速を利して運動することにより清国艦隊を撃破した。まさしく「沈める事は出来ないが戦えなくすることはできる」と言うのが勝ち得ることのできる最大の戦果だったのである。

## 替え歌
昭和初期に漫画『のらくろ』がヒットした際に、この歌のメロディーに歌詞を乗せる形で「のらくろの歌」が作られ、モノクロのアニメ映画の主題歌として用いられた。「のらくろの歌」は1932年（昭和7年）にキングレコードから発売された児童劇レコード『のらくろ一等兵』B面の「のらくろ一等兵（下）」（品番：K179-B）において歌われている。1935年（昭和10年）に公開された瀬尾発声漫画研究所の制作による映画『のらくろ二等兵』の主題歌にも替え歌が使われ、作中で流れている。
1961年から1967年まで、朝日放送で製作、TBS系列で全国放送されたテレビコメディ「スチャラカ社員」の主題歌にも替え歌が使われた。放送は毎週日曜日の12:15-12:45で、「煙も見えず、雲もなく」の歌い出しは「煙草も吸わず、酒飲まず」と、大人から子供まで親しまれ、歌われた。
新潟県立新発田高等学校では、現在もこの曲の替え歌を校歌として採用している。また、栃木県立烏山高等学校、兵庫県立兵庫高等学校の旧校歌もこの曲の替え歌であった。

## その他
- 1937年（昭和12年）2月からは、刑務所の運動時間中に体操のほか、『勇敢なる水兵』（他に『元寇』、『道は六百八十里』の軍歌が指定）の唱和が行われるようになった[7]。